# SUMMER ESCAPE〜夏の思い出〜
「SUMMER ESCAPE〜夏の思い出〜」（サマー・エスケープ〜なつのおもいで〜）は、日本のR&BグループのSkoop On Somebodyが2022年8月3日にリリースした7曲目の配信限定シングル。

## 概要
ケツメイシの「夏の思い出」をサンプリング。
Aメロの歌詞には関西弁が用いられている。

## 収録曲
1. SUMMER ESCAPE〜夏の思い出〜
  - 作詞・作曲：S.O.S.　編曲：S.O.S. (Samipling from "夏の思い出"/ケツメイシ)